# Mitologia lituana
A mitologia lituana é um exemplo de mitologia pagã que contém elementos arcaicos.

## História da pesquisa acadêmica
Apesar de a religião pré-cristã na Lituânia ter se extinguido muito mais tarde que em qualquer outro país europeu, a informação factual sobre a mitologia lituana é escassa e tardia. O interesse no tema aumentou desde o começo do século XIX, quando o material narrativo começou a ser coletado. Entretanto, a essa época a maioria dos lituanos de língua lituana já deixara de viver de acordo com as crenças e doutrinas da religião anterior, e contadores de histórias já não podiam mais explicar o significado delas precisa e adequadamente. Sem estas explicações, as canções e os contos populares coletados por pesquisadores pareciam a alguns mitologistas e historiadores mais o material cru a partir d o qual uma mitologia ou epos heróico pode ser composto, em lugar da mitologia propriamente dita.
Por causa desta visão, vários pesquisadores preferiram escrever suas próprias reconstruções da mitologia lituana, baseados também em dados históricos, arqueológicos e etnográficos. A primeira reconstrução do tipo foi escrita pelo historiador lituano polacófono Theodor Narbutt no início do século XIX. Duas tentativas conhecidas de reconstrução foram tentadas mais recentemente por Marija Gimbutas e Algirdas Julien Greimas. Este método de reconstrução é espinhoso, e nenhuma das tentativas foi satisfatória.
As duas maiores dificuldades neste processo são, primeiro, o fato de que a mitologia lituana não era estática, mas constantemente desenvolvida, de forma que não permanecia da mesma forma ao longo dos períodos geralmente tratados pelos mitólogos. Segundo, a mitologia eslava, que em conceitos gerais parece muito diferente de seus correspondentes lituanos e letões, teve certa influência no imaginário popular, o que afetou os dados etnográficos, e assim os julgamentos dos pesquisadores que os utilizaram.
Assim, as primeiras reconstruções e descrições da mitologia lituana oferecem uma descrição longe de verídica de seu objeto, sendo pouco mais que um mosaico de detalhes arbitrariamente selecionados de mitologias lituanas e bielorrussas. A coletânea de Narbutt, e ideias levantadas por Adam Mickiewicz (por exemplo, em sua peça Dziady) estão entre elas, mas desde a segunda metade do século XIX os mitólogos se tornaram mais precisos, como resultado do conhecimento da pesquisa de linguistas contemporâneos, que mostra diferenças estruturais entre línguas eslavas e o idioma lituano (que faz parte das línguas bálticas).

## Reconstruções da mitologia
De acordo com Marija Gimbutas, a estrutura inicial da mitologia lituana era baseada num sistema matriarcal de deusas representando vários elementos do mundo natural, i.e., terra, céu, lua, água, ar etc. Desevolvimentos tardios apresentavam um formato patriarcal, com várias das deusas perdendo poder e relevância.

## Relações com outros sistemas mitológicos
A mitologia lituana é talvez mais próxima da mitologia letã, e de acordo com o ponto de vista dominante, os lituanos compartilhavam os mesmos mitos e aspectos básicos da religião com os antigos prussianos. Por outro lado, elementos individuais têm muito em comum com outros sistemas mitológicos, e especialmente com aqueles de culturas vizinhas.

## Períodos da mitologia lituana
A mitologia pré-cristã é conhecida principalmente por meio de especulação e reconstrução, apesar de a existência de alguns elementos mitológicos, conhecidos de fontes tardias, ter sido confirmada por descobertas arqueológicas. Isto se reflete em contos populares, como os de Jūratė e Kastytis e de Eglė a Rainha das Serpentes.
O período seguinte da mitologia lituana começa no século XV e dura até aproximadamente meados do século XVII. Os mitos deste período são principalmente heróicos, lidando com a criação do estado da Lituânia. Talvez dois dos contos mais conhecidos sejam aqueles do sonho do Grão-Duque Gediminas e a fundação de Vilnius, a capital da Lituânia, e de Šventaragis, que também lida com a história de Vilnius. Vários contos deste tipo refletem eventos históricos verídicos. Em geral, estes mitos são ilustrados por patriotismo.
O terceiro período começa com a influência crescente do cristianismo e a atividade dos jesuítas, por volta do fim do século XVI. A abordagem confrontadora anterior ao patrimônio cultural lituano pagão entre pessoas do povo foi abandonada, e foram feitas tentativas de usar crenças populares em atividades missionárias. Isto também levou à inclusão de elementos cristãos em histórias míticas.
O último período da mitologia lituana começa no século XIX, quando a importância do antigo patrimônio cultural foi admitida, não apenas pelas classes superiores, mas pela nação de forma mais ampla. As histórias míticas deste período são, na maior parte, reflexos dos mitos anteriores, considerados não como narrativas verdadeiras, mas como experiências codificadas do passado. Eles se concentravam em problemas morais, e numa visão heróica do passado, em vez de heróis individuais, que frequentemente até careciam de nomes próprios, sendo chamados de "um duque", "o dono do castelo", entre outros.

## Elementos da mitologia lituana

### Deus e natureza
Histórias, canções e lendas deste tipo descrevem leis da natureza e tais processos naturais como mudanças de estações do ano, suas conexões com cada um e com a existência de seres humanos. A natureza é muitas vezes descrita em termos da família humana; num exemplo central (encontrado em várias canções e contos e página de livros), o sol é chamado de mãe, a lua de pai, e as estrelas como irmãs dos seres humanos.

### Heroísmo interno
Mitos lituanos costumam revelar o heroísmo interno do ser humano, simbolizando este ser interno em termos de várias características das terras místicas do lado oposto da Terra, ou no céu das regiões do Polo Sul (como oposto ao Norte), comumente descrevendo estes lugares como "Terra sobre Todos os Mares" e "Reino Cósmico Submarino", respectivamente.

### Deus da Moralidade
Mitos que falam sobre problemas de moralidade são os mais simples, e são mais próximos de fábulas populares comuns em todos os países europeus. A ideia principal nestas histórias é a de que deuses frequentemente visitam pessoas para orientá-los em questões morais, mas as pessoas não conseguem reconhecê-los. De acordo com estes contos, um humano deveria ouvir sua voz interior da harmonia e justiça, de modo a agir moralmente na presença de um deus, já que as pessoas não sabem quando e sob quais circunstâncias eles estão vigiando. Alguns pesquisadores ressaltam o caráter misto pagão e cristão destas histórias.